# Кок (округ, Теннесси)
Округ Кок (англ. Cocke County) располагается в штате Теннесси, США. Официально образован 9 октября 1797 года. По состоянию на 2010 год, численность населения составляла 35 662 человека.

## География
По данным Бюро переписи США, общая площадь округа равняется 1147,371 км2, из которых 1124,061 км2 — суша, и 9,000 км2, или 1,970 % — это водоёмы.

## Население
По данным переписи населения 2000 года в округе проживает 33 565 жителей в составе 13 762 домашних хозяйств и 9715 семей. Плотность населения составляет 30,00 человек на км2. На территории округа насчитывается 15 844 жилых строения, при плотности застройки около 14,00-ти строений на км2. Расовый состав населения: белые — 96,16 %, афроамериканцы — 1,99 %, коренные американцы (индейцы) — 0,40 %, азиаты — 0,15 %, гавайцы — 0,01 %, представители других рас — 0,32 %, представители двух или более рас — 0,96 %. Испаноязычные составляли 1,05 % населения независимо от расы.
В составе 29,50 % из общего числа домашних хозяйств проживают дети в возрасте до 18 лет, 53,10 % домашних хозяйств представляют собой супружеские пары, проживающие вместе, 13,00 % домашних хозяйств представляют собой одиноких женщин без супруга, 29,40 % домашних хозяйств не имеют отношения к семьям, 25,70 % домашних хозяйств состоят из одного человека, 10,10 % домашних хозяйств состоят из престарелых (65 лет и старше), проживающих в одиночестве. Средний размер домашнего хозяйства составляет 2,41 человека, и средний размер семьи — 2,87 человека.
Возрастной состав округа: 22,80 % — моложе 18 лет, 8,30 % — от 18 до 24, 28,80 % — от 25 до 44, 26,40 % — от 45 до 64, и 26,40 % — от 65 и старше. Средний возраст жителя округа — 39 лет. На каждые 100 женщин приходится 94,60 мужчин. На каждые 100 женщин старше 18 лет приходится 92,80 мужчин.
Средний доход на домохозяйство в округе составлял 25 553 USD, на семью — 30 418 USD. Среднестатистический заработок мужчины был 26 062 USD против 18 826 USD для женщины. Доход на душу населения составлял 13 881 USD. Около 18,70 % семей и 22,50 % общего населения находились ниже черты бедности, в том числе — 31,80 % молодежи (тех, кому ещё не исполнилось 18 лет) и 18,70 % тех, кому было уже больше 65 лет.